# Санкт-Мартин-ам-Гримминг
Санкт-Мартин-ам-Гримминг (нем. Sankt Martin am Grimming) — община (нем. Gemeinde) в Австрии, в федеральной земле Штирия. 
Входила в состав округа Лицен.  Население 784 человека (на 31 декабря 2005 года). Площадь 37,62 км². Официальный код  —  61 240.
С 1 января 2015г. входит в состав новообразованной общины Михелерберг-Пруггерн.

## Политическая ситуация
Бургомистр коммуны — Манфред Данкльмайер (АНП) по результатам выборов 2005 года.
Совет представителей коммуны (нем. Gemeinderat) состоит из 9 мест.
- АНП занимает 6 мест.
- СДПА занимает 2 места.
- АПС занимает 1 место.